# Ophiolebes bacata
Ophiolebes bacata is een slangster uit de familie Ophiacanthidae.
De wetenschappelijke naam van de soort werd in 1921 gepubliceerd door René Koehler.